# Marcilhac e Sent Quentin
Marcilhac e Sent Quentin (en francès Marcillac-Saint-Quentin) és una comuna francesa del departament de la Dordonya, a la Nova Aquitània, a França.

## Geografia

### Situació i comunicacions
Marcillac-Saint-Quentin està a 80 km al sud-oest de Périgueux, la capital de la Dordonya. La ciutat important més propera que té és Brive-la-Gaillarde, a 48 km.
Les carreteres més properes al municipi són la D704, la D64 i la D60.

### Municipis propers
- Tamniès, a 6,1 km.
- La Chapelle-Aubareil, a 6,5 km.
- Proissans, a 9 km.
- Marquay, a 9,2 km.
- Sent Crespin e Carlucet, a 9,4 km.
- Sent Giniés, a 10,4 km.

## Administració
| Període | Identitat           | Partit |
| ------- | ------------------- | ------ |
| 1974-   | Jean-Pierre Doursat | PS     |

## Història
El 1827, les comunes de Marcillac i de Saint-Quentin es van fusionar sota el nom de Marcillac-Saint-Quentin.
L'antiga comuna de Marcillac deu el seu nom a una vil·la gal·loromana. La de Sant Quintí, a les relíquies del sant.

## Demografia
Evolució demogràfica (font: Insee)
- 1962 - 378 h
- 1975 - 407 h
- 1990 - 598 h.
- 1999 - 664 h

## Economia
- Pastures
- Agricultura: cereals, vinya i tabac
- Ramaderia: porcina, bovina i aviram
- Venda de productes de la granja.
- Agroturisme i càmping.

## Patrimoni i turisme
- Hi ha jaciments prehistòrics.
- Runes del castell de Barry, del segle xix, amb torres del segle XV i una capella del segle xvii.
- Castell de Laserre, restaurat al segle xix, amb vestigis medievals i del Renaixement. Té una capella neogòtica.
- Mas del segle xvi.
- Església de Sant Quintí, del segle xii, restaurada al segle xix.
- Església de Marcillac. Amb capelles i un cor del segle xvi, baixos relleus carolingis.
- Bosc de Lasserre.
- Ribes de la Beune.
- Festa patronal: diumenge posterior a Tots Sants.